# Brachymenium erubescens
Brachymenium erubescens är en bladmossart som beskrevs av Jean Édouard Gabriel Narcisse Paris 1894. Brachymenium erubescens ingår i släktet Brachymenium och familjen Bryaceae. Inga underarter finns listade i Catalogue of Life.